# Holzgau
Holzgau ist eine Gemeinde mit 389 Einwohnern (Stand 1. Jänner 2024) im Bezirk Reutte in Tirol (Österreich). Die Gemeinde liegt im Gerichtsbezirk Reutte.

## Geographie
Das Haufendorf Holzgau liegt im Lechtal auf dem Schwemmkegel des Höhenbachs. Das Lechtal liegt in einer Höhe von rund 1100 Meter. Nach Süden steigt das Gemeindegebiet zu den Lechtaler Alpen an. Der höchste Gipfel ist die Griestaler Spitze mit 2622 Meter. Im Norden bildet der Hauptkamm der Allgäuer Alpen mit dem Krottenkopf (2656 m) als höchstem Punkt die Grenze zu Deutschland.
Die Gemeinde hat eine Fläche von 36,05 Quadratkilometer. Davon sind 6 Prozent landwirtschaftliche Nutzfläche, 27 Prozent Wald, 36 Prozent Almen und 30 Prozent hochalpine Flächen.

### Klima
|                        | Jan  | Feb  | Mär  | Apr  | Mai  | Jun  | Jul  | Aug  | Sep  | Okt  | Nov  | Dez  |   |      |
| Mittl. Temperatur (°C) | −4,9 | −3,4 | 0,4  | 4,6  | 9,7  | 12,7 | 14,9 | 14,2 | 10,5 | 6,0  | −0,3 | −3,9 | ⌀ | 5,1  |
| Mittl. Tagesmax. (°C)  | 0,2  | 3,5  | 7,6  | 11,7 | 16,8 | 19,6 | 22,1 | 21,4 | 17,9 | 13,6 | 5,1  | 0,5  | ⌀ | 11,7 |
| Mittl. Tagesmin. (°C)  | −7,7 | −7,1 | −3,5 | −0,1 | 4,2  | 7,3  | 9,4  | 9,2  | 6,1  | 2,2  | −3,1 | −6,4 | ⌀ | 0,9  |
|                        |      |      |      |      |      |      |      |      |      |      |      |      |   |      |
| Niederschlag (mm)      | 85   | 75   | 92   | 65   | 96   | 128  | 154  | 163  | 98   | 74   | 84   | 87   | Σ | 1201 |
|                        |      |      |      |      |      |      |      |      |      |      |      |      |   |      |
| Luftfeuchtigkeit (%)   | 75,6 | 62,3 | 53,5 | 49,9 | 51,7 | 53,9 | 53,7 | 55,1 | 55,4 | 57,8 | 72,3 | 80,2 | ⌀ | 60,1 |

| −7,7 |

| −7,1 |

| −3,5 |

| −0,1 |

| 4,2 |

| 7,3 |

| 9,4 |

| 9,2 |

| 6,1 |

| 2,2 |

| −3,1 |

| −6,4 |

| −7,7 |

| −7,1 |

| −3,5 |

| −0,1 |

| 4,2 |

| 7,3 |

| 9,4 |

| 9,2 |

| 6,1 |

| 2,2 |

| −3,1 |

| −6,4 |

### Gemeindegliederung
| Katastralgemeinden  | Ortschaften in der Gemeinde                   |
| ------------------- | --------------------------------------------- |
| Holzgau (36,06 km²) | Holzgau (D) Dürnau (D) Gföll (R) Schiggen (R) |
| Legende             |                                               |

| In der Spalte Katastralgemeinden sind sämtliche Katastralgemeinden einer Gemeinde angeführt. In der Klammer ist die jeweilige Fläche in km² angegeben. |
| In der Spalte Ortschaften sind sämtliche von der Statistik Austria erfassten Siedlungen, die auch eine eigene Ortschaftskennziffer aufweisen, angeführt. In der Hierarchieebene derselben Spalte, rechts eingerückt, werden nur Ansiedlungen, die mindestens aus mehreren Häusern bestehen, dargestellt. Die wichtigsten der verwendeten Abkürzungen sind: - M = Hauptort der Gemeinde - Stt = Stadtteil - R = Rotte - W = Weiler - D = Dorf - ZH = Zerstreute Häuser - Sdlg = Siedlung - Hgr = Häusergruppe - E = Einzelgehöft (nur wenn sie eine eigene Ortschaftskennziffer haben) Die komplette Liste der Statistik Austria ist in: Topographische Siedlungskennzeichnung nach STAT Zu beachten ist, dass manche Orte unterschiedliche Schreibweisen haben können. So können sich Katastralgemeinden anders schreiben als gleichnamige Ortschaften bzw. Gemeinden. Quelle: Statistik Austria – Liste für Tirol (PDF) |

### Nachbargemeinden
|       | Oberstdorf (D)                              | Hinterhornbach |
| Steeg | Kompassrose, die auf Nachbargemeinden zeigt | Elbigenalp     |
|       | Kaisers                                     | Bach           |

## Geschichte
Erstmals urkundlich erwähnt wurde der Ort 1315 als Holzge, später Holzgaw, was holz- bzw. waldreiche Au bedeutet. 1401 wurde er zur Pfarre erhoben.
Die reich verzierten Fassaden der Häuser, wovon einige in den letzten Jahrzehnten renoviert wurden, zeugen von den Handelsbeziehungen der Bewohner in den vergangenen Jahrhunderten. Ein Heimatmuseum gibt Einblick in das Leben der früheren Generationen im oberen Lechtal.

### Bevölkerungsentwicklung
EinwohnerJahr3603904204504805105401860189019201950198020102040EinwohnerEinwohnerentwicklung von Holzgau

## Kultur und Sehenswürdigkeiten

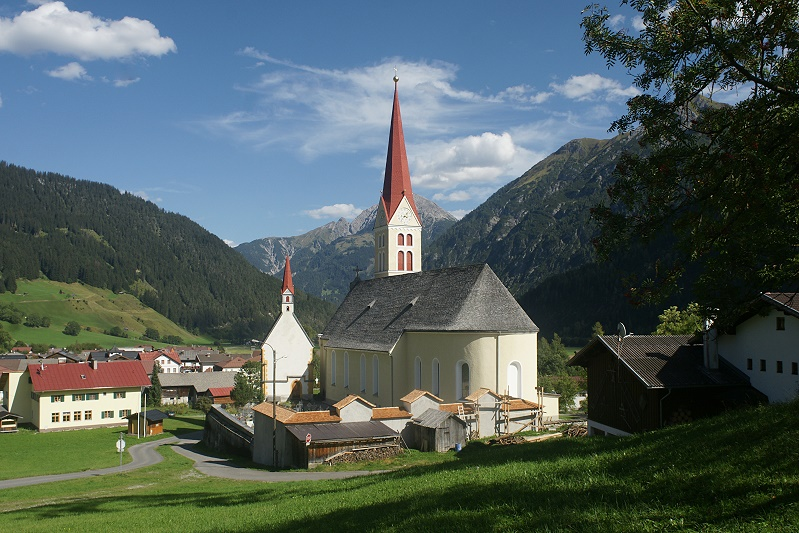
Pfarrkirche Holzgau mit Sebastianskapelle und Friedhof

- Katholische Pfarrkirche Holzgau Unsere Liebe Frau Mariä Himmelfahrt
- Kapelle hl. Sebastian auf dem Friedhof
- Das Kriegerdenkmal mit Pietá vom Knittel-Grab
- Gemauertes Widum unter einem Walmdach aus dem 18. Jahrhundert
- Josefskapelle in Dürnau
- Dreifaltigkeitskapelle im Holzgauer Feld

## Wirtschaft und Infrastruktur

### Tourismus
Der Simms-Wasserfall wurde Ende des 19. Jahrhunderts vom Engländer Frederick R. Simms, der sich in Holzgau als Jagdgast niederließ, künstlich angelegt. Heute führt ein Kletter direkt über diesen Wasserfall. Der Ort liegt am Europäischen Fernwanderweg E5 und ist Ausgangspunkt von Bergtouren in den Allgäuer Alpen und den Lechtaler Alpen.
Am 16. Juni 2012 wurde oberhalb von Holzgau die zum damaligen Zeitpunkt längste und höchste Hängebrücke Österreichs eingeweiht.
Holzgau ist eine zweisaisonale Tourismusgemeinde. Die Anzahl der Übernachtungen stieg von 127.000 im Jahr 2011 auf 144.000 im Jahr 2018 um auf 98.000 im COVID-Jahr 2020 zurückzugehen.
Am 16. Juni 2022 wurde der Vitalweg Holzgau feierlich eröffnet. Entlang des Weges können Besucher sich den Themen Gesundheit und Kräuter annähern.

### Medizinische Versorgung
Die vier Oberlechtaler Gemeinden Kaisers, Steeg, Bach (Tirol) und Holzgau betreiben gemeinsam eine Arztpraxis in Holzgau. 2020 wurde diese umfangreich renoviert und zeitgemäß adaptiert.

### Betreutes Wohnen Lechtal
Ab 2023 entsteht in Holzgau das „Betreute Wohnen Lechtal“. Die Kleinwohnanlage beinhaltet  16 Wohnungen und wird im „klimaaktiv Gold“ Standard ausgeführt. Sieben Wohnungen werden in Kooperation mit dem Sozial- und Gesundheitssprengel Außerfern für Senioren und Seniorinnen mit einem entsprechenden Pflegeangebot versehen werden. Auch für junge Menschen sind vier „Starter-Wohnungen“ im Projekt enthalten. Am 4. August 2023 fand der Spatenstich für die Umsetzung des Projektes statt.

### Bildungszentrum Holzgau
Das Bildungszentrum Holzgau wurde 2016 eröffnet und beherbergt die Volksschule Holzgau, den Kindergarten Holzgau und einen Standort des Eltern-Kind-Zentrums Lechtal. Das Gebäude wurde 2018 mit dem ICONIC AWARD in der Kategorie „Innovative Architecture“ als kindgerechtes Bildungszentrum ausgezeichnet.

### Berufspendler
Im Jahr 2011 lebten 173 Erwerbstätige in Holzgau. Davon arbeiteten 77 in der Gemeinde, mehr als die Hälfte pendelte aus.

## Politik

### Gemeinderat
Der Gemeinderat hat 11 Mitglieder.
Im Gemeinderat hat seit der Gemeinderatswahl 2022 die „Gemeindeliste“ sieben und die „Dorfliste Holzgau - gemeinsam und aktiv Zukunft gestalten“ vier Sitze.

### Bürgermeister
Bürgermeister seit 1850 waren:
- 1850–1856 Josef Anton Falger
- 1857–1864 Johann Georg Weissenbach
- 1864–1869 Anton Spettel
- 1869–1872 Ignaz Pitsch
- 1872–1875 Paul Lumper
- 1875–1878 Josef Knitel
- 1878–1881 Franz Josef Falger
- 1882–1886 Ignaz Pitsch
- 1887 1896 Franz Moll
- 1896–1899 Franz Josef Falger
- 1899–1908 Engelbert Lumpert
- 1909–1912 Roman Blaas
- 1912–1919 Engelbert Lumpert
- 1919–1922 Alfred Strobl
- 1922–1929 Franz Schuler
- 1929–1932 Liberat Kerber
- 1932–1939 Franz Schuler
- 1939–1943 Karl Knitel
- 1943–1944 Franz Zorn
- 1944–1946 Ludwig Schegg
- 1946–1950 Franz Schuler
- 1950–1956 Adolf Lumpert
- 1956–1956 Liberat Knitel
- 1956–1965 Anton Sprenger
- 1965–1971 Gerold Hammerle
- 1971–1986 Fritz Hammerle
- 1986–1992 Johann Blaas
- 1992–2008 Hubert Moosbrugger
- 2008–2010 Günter Bader[12]
- 2010–2020 Günter Blaas[13]
- seit 2020 Florian Klotz[14]

### Wappen
Blasonierung: In Rot ein goldener schräglinker Astbalken.
Das 1980 verliehene Gemeindewappen symbolisiert mit dem stilisierten Ast den Ortsnamen.

## Söhne und Töchter der Gemeinde
- Heinrich Ignatz Joseph Lumpert (1751–1826), katholischer Theologe und Generalvikar im Bistum Augsburg
- Christian Schneller (1831–1908), Philologe, Lyriker, Epiker und Volkskundler
- Otto Knitel (1861–1929), Postmeister und Komponist, vertonte u. a. Gedichte für die Lustenauer Sängerfamilie Hämmerle[17]
- Christian Bader (1882–1942), Politiker der CS, Abgeordneter zum Tiroler Landtag, Mitglied des Bundesrates
- Michael Prachensky (* 1944), Architekt und Maler
- Josef Strobl (* 1974), Skirennläufer

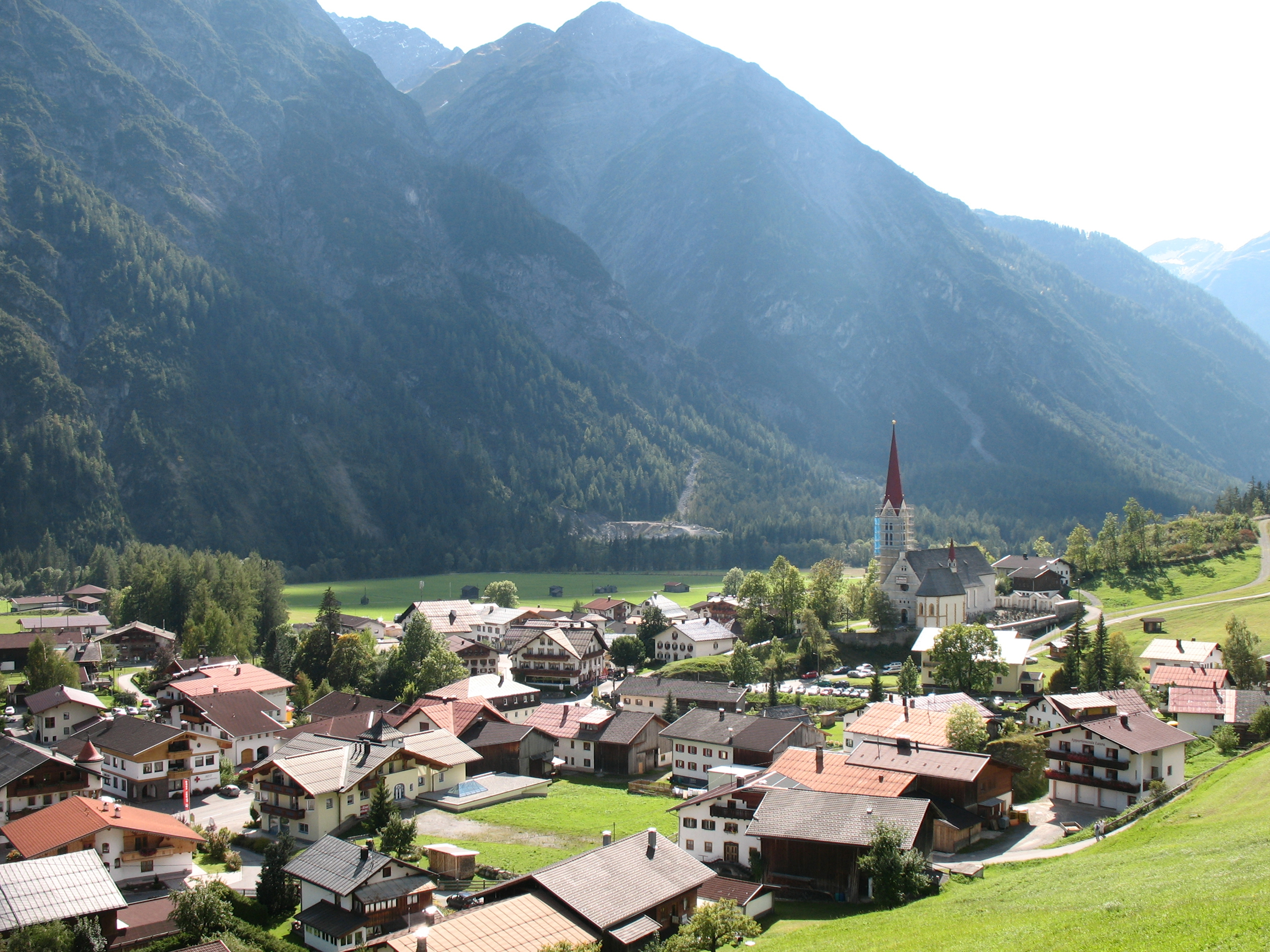
Ortskern
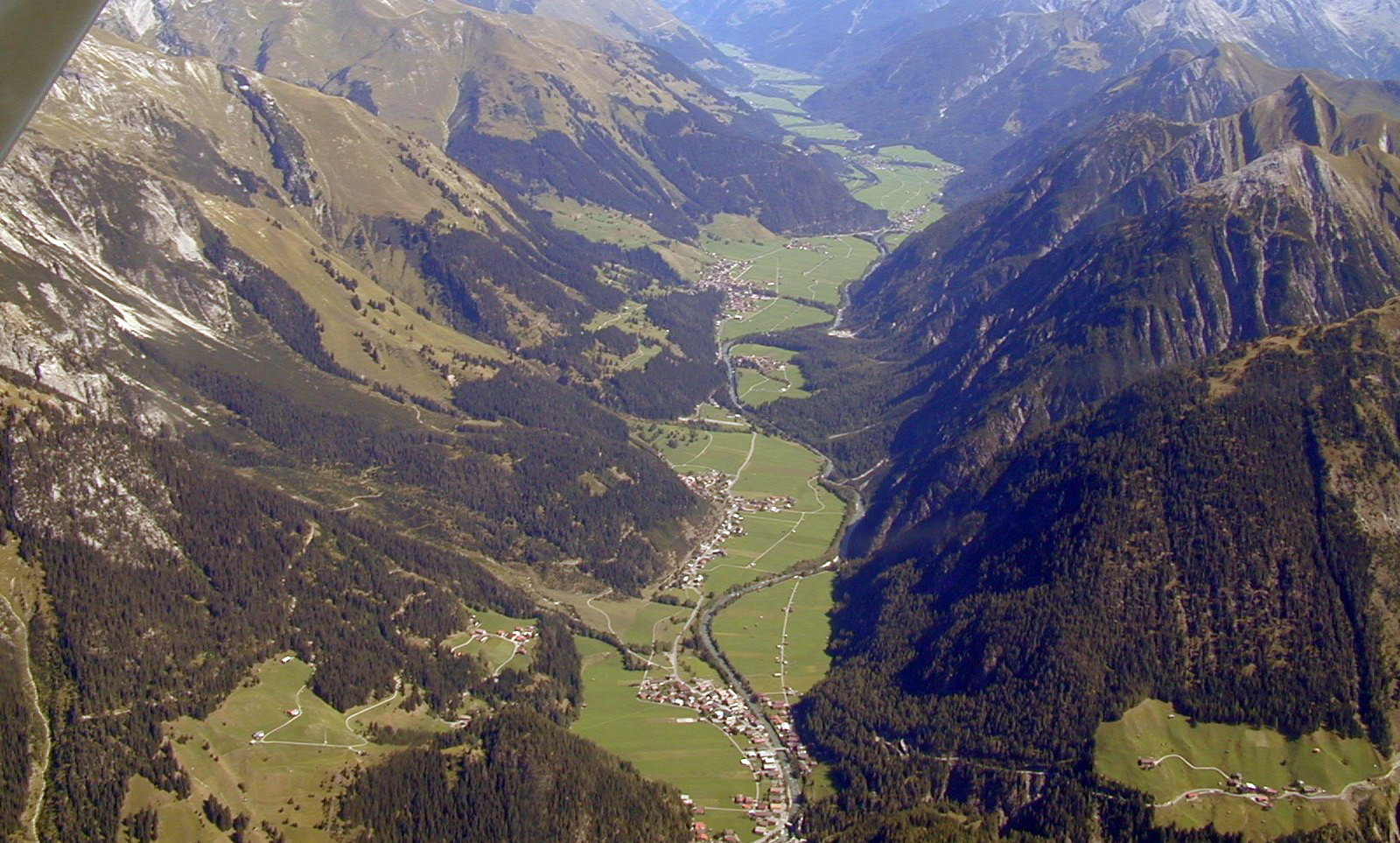
Oberes Lechtal
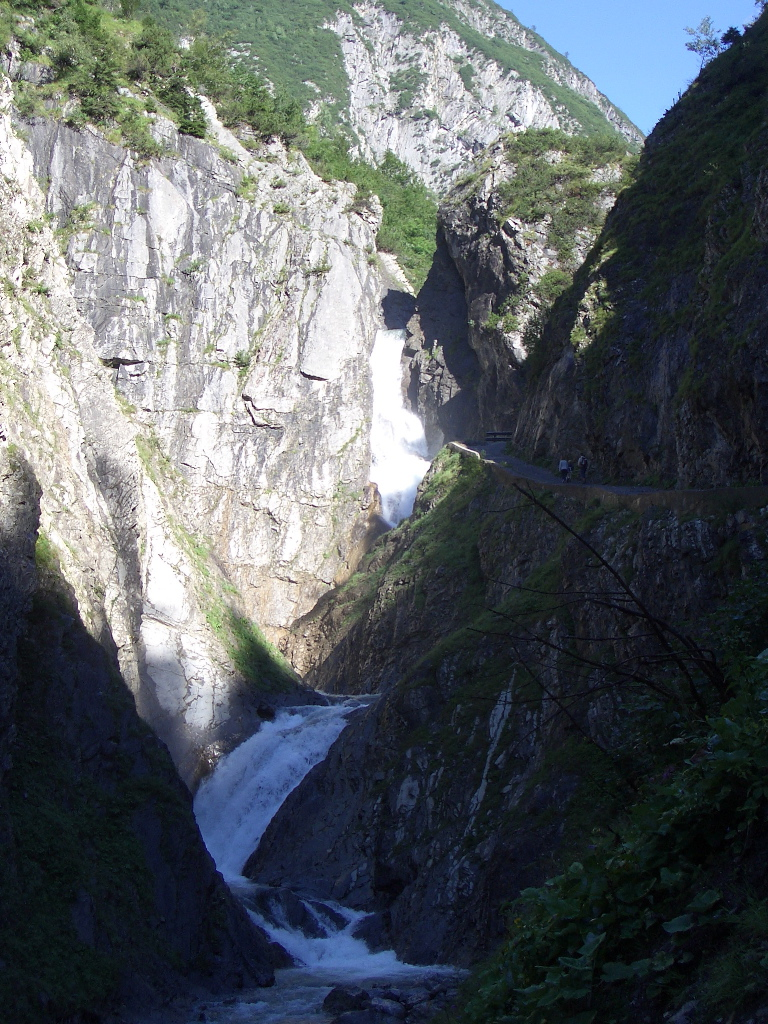
Simmswasserfall
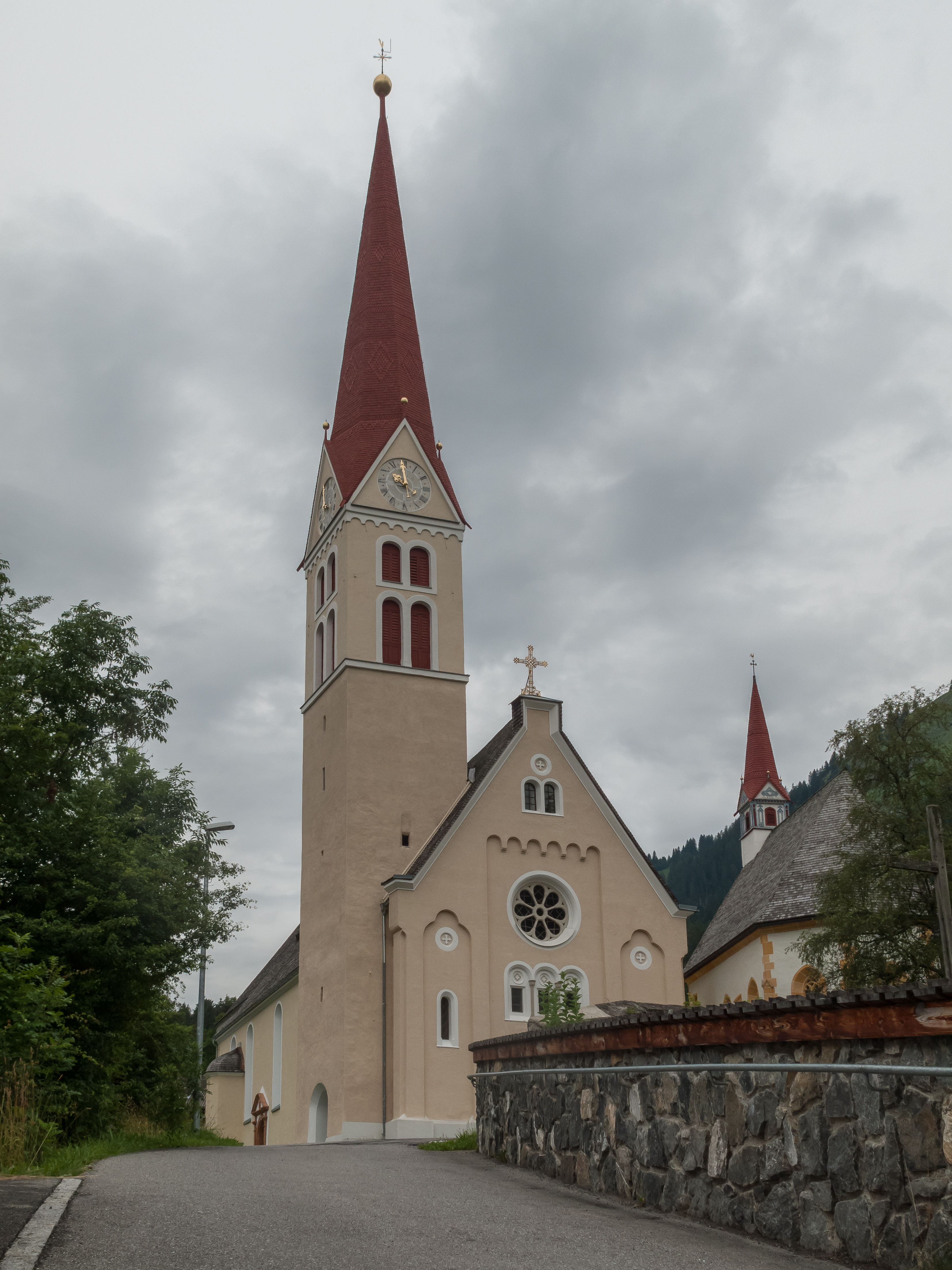
Kirche in Holzgau
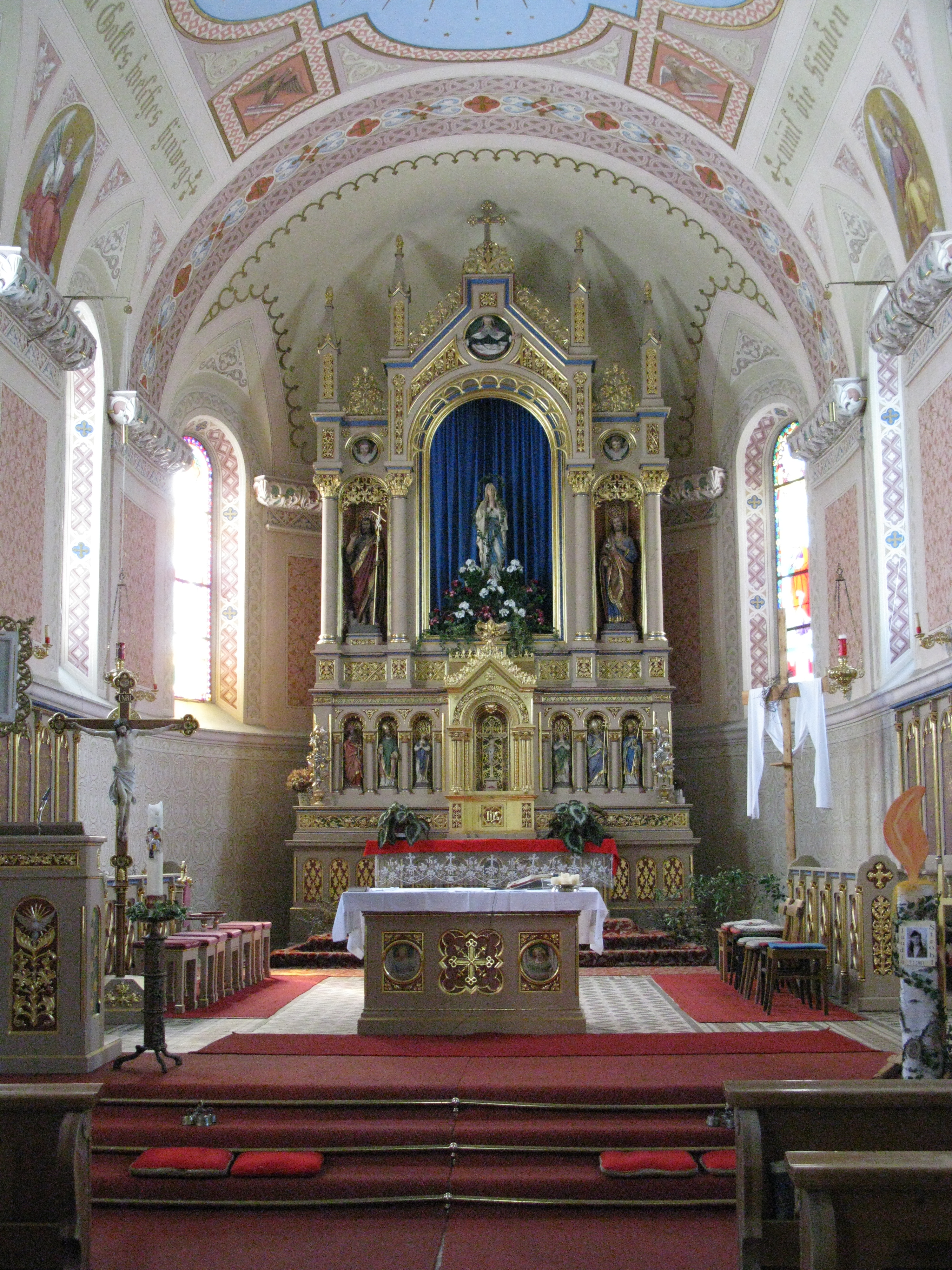
Altar der Kirche in Holzgau

## Verdiente Persönlichkeiten

### Ehrenbürger und Ehrenbürgerinnen (Datum des Gemeinderatsbeschlusses)
(Quelle: )
- Altbürgermeister Günter Blaas (01.09.2020)
- Oberschulrat Albrecht Falger (02.05.2001)
- Dir. Franz Lacher (17.06.1992)
- Dir. Claus Cramer (17.06.1992)
- Landeshauptmann Dipl.-Ing. Dr. Alois Partl (11.06.1989)
- Medizinalrat Dr. Franz Schmid (04.10.1981)
- Oberschulrat Hans Dreier (04.10.1981)
- Schulrat Sophie Hammerle (04.10.1981)
- Landeshauptmann ÖR Eduard Wallnöfer (25.08.1968)
- Pfarrer Geistlicher Rat Siegfried Reh (04.06.1962)
- Pfarrer Christian Falkner (06.07.1947)
- Pfarrer Thomas Walch (03.04.1937)
- Otto von Habsburg (06.09.1936, widerrufen am 29.03.1940)
- Frederick (Richard) Simms (06.08.1933)
- Regierungsrat Friedrich Attlmayer (20.01.1930)
- Dr. med. Walter Orlitzky (23.03.1929)
- Franz Freiherr von Kuhn (17.11.1869)
- Dr. Johann Hasslwanter (20.05.1861)

### Ehrenzeichenträger (Datum des Gemeinderatsbeschlusses)
(Quelle: )
- Maria Magdalena Strobl (15.06.2021)
- Dr. Vitus Wallnöfer (01.09.2020)
- Dr. Eva Wallnöfer (01.09.2020)
- Maria Wolf (01.09.2020)
- Erna Hanny (24.09.2018)
- Pfarrer Markus Sommer (30.06.2010)
- Altbürgermeister Fritz Hammerle (02.05.2001)
- Franz Schuler (02.05.2001)
- Erna Dengel (02.05.2001)